# Kate i Leopold
Kate i Leopold – amerykańska komedia romantyczna sci-fi z 2001 roku.

## Opis fabuły
Leopold jest dziewiętnastowiecznym arystokratą i wynalazcą. Podczas ceremonii zaręczenia zostaje przeniesiony w czasie do współczesnego Manhattanu. Zamieszkuje w domu szalonego naukowca – Stuarta. Poznaje tam niezależną i planującą szybką karierę byłą dziewczynę Stuarta – Kate, w której się zakochuje.

## Główne role
- Meg Ryan – Kate McKay
- Hugh Jackman – Leopold
- Liev Schreiber – Stuart Besser
- Breckin Meyer – Charlie McKay
- Charlotte Ayanna – Patrice